# Ecnomus coineaui
Ecnomus coineaui är en nattsländeart som beskrevs av Jacquemart 1966. Ecnomus coineaui ingår i släktet Ecnomus och familjen trattnattsländor. Inga underarter finns listade i Catalogue of Life.